# Операція «Грог»
Операція «Грог» (англ. Operation Grog) — військова операція з бомбардування італійських міст Генуя і Ла-Спеція з моря та повітря, що проводилася 9 лютого 1941 року силами Королівського військово-морського флоту Великої Британії під час битви на Середземному морі.

## Передумови
Планом операції, яка була запланована на 31 січня та неодноразово переносилася, передбачалося остаточно знищити пошкоджені під час рейду на Таранто лінкори «Джуліо Чезаре», «Кайо Дуіліо» і «Літторіо», які були переведені у безпечніші гавані північного узбережжя Італії. Насправді, в гавані Генуї виявився лише лінкор «Кайо Дуіліо». Водночас, під час підготовки операції стало відомо про заплановану зустріч Беніто Муссоліні і Франсіско Франко 12 лютого, і безкарний обстріл італійського берега повинен був спонукати каудильйо застерегтися вступу Іспанії до числа країн Осі.
8 лютого декілька британських винищувачів були помічені на південь від Балеарських островів. І хоча італійські розвідувальні літаки не помітили ворожих кораблів, було зрозуміло, що британські винищувачі могли стартувати лише з авіаносця. Таким чином, командування італійського флоту зрозуміло, що британська Гібралтарська ескадра (авіаносець HMS «Арк Роял», лінкор «Малайа», лінійний крейсер «Рінаун», крейсер «Шеффілд» та 10 есмінців), яка 6 лютого вийшла з Гібралтару, перебуває у цьому районі.
Оскільки неможливо було встановити реальну задачу британського флоту, Супермарина наказала лінкорам «Вітторіо Венето», «Джуліо Чезаре» і «Андреа Доріа» вийти з Ла-Спеції, а крейсерам «Больцано», «Трієсте» та «Тренто» разом з есмінцями — з Мессіни.
Адмірал Ініго Кампіоні наказав кораблям зустрітись вранці 9 лютого за 40 миль на захід від протоки Боніфачо, набагато північніше, ніж звично (зазвичай такі рандеву відбувались на південний захід від Сардинії).

## Обстріл міста
О 8:12 британські кораблі почали обстріл Генуї. Затоку біля міста вкрив густий туман.
Британці стріляли влучно, задіявши літаки-коригувальники. Італійські берегові батареї не бачили противника та стріляли наосліп, орієнтуючись на спалахи пострілів в тумані. Подекуди вони взагалі стріляли на звук ворожих залпів.
Через півгодинного обстрілу британські кораблі відійшли від Генуї та зникли в густом тумані, який того дня накрив північну частину Лігурійського моря.

## Спроби перехоплення британської ескадри
Італійська ескадра зібралась в наміченій точці о 8:00. Позиція була дуже вдала для атаки британського флоту.
Більше того, британці взагалі не знали про перебування італійських кораблів у морі. Вважаючи, що італійська ескадра перебуває в порту Ла-Спеції, вранці 9 лютого вони скинули з літаків магнітні міни в гавані, які мали перешкодити виходу ескадри в море. Також британці не знали, що лінкор «Джуліо Чезаре» завершив ремонт пошкоджень, отриманих під час бомбардування Неаполя 9 січня. Тому вони вважали, що італійці мають у своєму розпорядженні лише 2 лінкори.
До того ж, ВПС дали наказ всім своїм частинам у північний та центральній Італії вислати літаки для атаки.
Таким чином італійський флот цілком міг розраховувати на успіх.
Через густий туман пошуки ворожої ескадри спочатку не давали результатів.
О 10:45 був помічений британський авіаносець, який йшов за 40 миль на захід від мису Корсе. Об 11:05 літаки з аеродрому Вітербо скинули бомби на 7 кораблів, які рухались на північний захід за 70 миль від мису Корсе. О 13:00 літак з аеродрому в Ломбардії скинув бомби на групу кораблів, включаючи авіаносець, яка рухалась за 35 миль на південь від Імперії.
Але всі ці літаки не мали досвіду морських розвідувальних польотів і не були включені в систему флотського зв'язку, тож змогли повідомити інформацію лише по приземленню, о 12:20, 13:25 і 15:10 відповідно.
Насправді у перших двох випадках були помічені французькі торгові судна, які рухались на Корсику і помилково були ідентифіковані як британська ескадра. Але про це стало відомо набагато пізніше.
А у той момент адмірал Анджело Якіно здійснював свої маневри, виходячи із цих помилкових повідомлень.
О 12:00 основна частина британської ескадри, яка рухалась за 40 миль на захід від мису Корсе у сторону Провансу, була помічена італійським розвідувальним літаком. Цієї інформації було би цілком достатньо, щоб перехопити британські кораблі. Але італійський літак був збитий британськими винищувачами саме у момент початку радіопередачі і не встиг нічого повідомити. Супермарина дізналась про це лише о 17:15, коли есмінець «Джузеппе Ла Маса» підібрав вцілілих льотчиків.
О 8:00 Якіно, очікуючи на нову інформацію, повернув на південний захід, вважаючи, що британські кораблі могли рухатись там. О 9:50 було отримане повідомлення про обстріл Генуї, і Якіно повернув на північ для перехоплення британської ескадри.
О 12:50 було отримане перше з помилкових повідомлень про британський авіаносець, який рухався на південь західніше мису Корсе. Адмірал Якіно вирушив на перехоплення, вважаючи, що британці намагаються просковзнути уздовж західного узбережжя Корсики.
О 15:30 італійці помітити на сході щогли 6 кораблів і повернули туди. Коли італійці вже готувались відкрити вогонь, невідомі кораблі були розпізнані як французькі торгові судна, що рухались на Корсику.
Таким чином, був втрачений час, необхідний для того, щоб наздогнати британську ескадру біля південного узбережжя Провансу, куди насправді вона рухалась.
О 15:50 адмірал Якіно зрозумів, що британська ескадра могла рухатись лише біля узбережжя Провансу, вирушив на захід на максимальній швидкості, намагаючись таки наздогнати ворога.
Але за 2 години, вирішивши, що шансів на це не залишилось, повернув назад у порт.
Італійські та німецькі літаки більше не бачили ворожих кораблів.
11 лютого надійшло повідомлення, що британська ескадра успішно повернулась у Гібралтар.

## Наслідки
Обстріл завдав Генуї значних руйнувань. В порту були потоплені 4 торгові кораблі, а також старий навчальний корабель «Гаравента». Загинуло 144 цивільні особи, 272 були поранені.
Але, з іншого боку, головна ціль операції, лінкор «Кайо Дуіліо», не постраждав.